# T2 (Ізмір)
Трамвай Конак (тур. Konak Tramvayı) — міська легкорейкова мережа завдовжки 12.8 km, відкрита 24 квітня 2018, у районі Конак Ізмір, Туреччина, і є однією з двох діючих ліній Ізмірського трамвая. Лінія має 19 станцій.
Лінія експлуатується Ізмірським метрополітеном Лінією курсують 21 двосторонні, завдовжки 32 м, п'ятивагонні потяги виробництва Hyundai Rotem заводу в Адапазари Кожен вагон має пасажиромісткість 48 осіб, тобто кожен потяг може перевозити до 285 пасажирів. Швидкість потягів становить 24 км/год, а максимальна швидкість - 70 км/год. Лінія має стандартну ширину колії. Мережа електрифіковна 750 В постійного струму

## Станції та пересадки
| Станція                                                                        | Платформи            | Пересадки             | Примітки                                                      |
| ------------------------------------------------------------------------------ | -------------------- | --------------------- | ------------------------------------------------------------- |
| Галкапінар (тур. Halkapınar)                                                   | 1 острівна платформа | İZBAN, Метро, Автобус | Тут знаходиться депо.                                         |
| Університет (тур. Üniversite)                                                  | 1 берегова платформа |                       | Тут зупиняються лише трамваї, які прямують до Галкапінару.    |
| Гавагази (тур. Havagazı)                                                       | 1 берегова платформа |                       | Тут зупиняються лише трамваї, що прямують до Фахреттін-Алтай. |
| Стадіон Алсанджак (тур. Alsancak Stadyumu)                                     | 1 берегова платформа |                       | Тут зупиняються лише трамваї, які прямують до Галкапінару.    |
| Зал станція Алсанджак (тур. Alsancak Gar)                                      | 1 острівна платформа | İZBAN, Автобус        |                                                               |
| Спортзал Ататюрка (тур. Atatürk Spor Salonu)                                   | 2 берегові платформи |                       |                                                               |
| Мечеть Гоказаде (тур. Hocazade Camii)                                          | 1 острівна платформа | Автобус               |                                                               |
| Парк культури – школа імені Ататюрка (тур. Kültürpark – Atatürk Lisesi)        | 1 острівна платформа | Автобус               |                                                               |
| Булвьар Газі (тур. Gazi Bulvarı)                                               | 2 берегові платформи | Метро, Автобус        |                                                               |
| Пірс Конак (тур. Konak İskele)                                                 | 2 берегові платформи | Пором, Метро, Автобус |                                                               |
| Караташ (тур. Karataş)                                                         | 2 берегові платформи |                       |                                                               |
| Карантіна (тур. Karantina)                                                     | 2 берегові платформи | Пором                 |                                                               |
| Кьопрю (тур. Köprü)                                                            | 2 берегові платформи |                       | Платформи в шаховому порядку                                  |
| Садикбей (тур. Sadıkbey)                                                       | 2 берегові платформи |                       | Платформи в шаховому порядку                                  |
| Гьозтепе (тур. Göztepe)                                                        | 2 берегові платформи |                       | Платформи в шаховому порядку                                  |
| Гюзельяли (тур. Güzelyalı)                                                     | 2 берегові платформи | пором                 | Платформи в шаховому порядку                                  |
| Мистецький центр Ахмеда Аднана Сайгуна (тур. Ahmed Adnan Saygun Sanat Merkezi) | 2 берегові платформи | автобус               | Платформи в шаховому порядку                                  |
| Учкуюлар (тур. Üçkuyular)                                                      | 2 берегові платформи | пором, автобус        |                                                               |
| Фахреттін-Алтай (тур. Fahrettin Altay)                                         | 1 острівна платформа | Метро, автобус        |                                                               |